# Båglängd
Båglängd är längden av en kroklinje, båge, mellan två givna punkter.

## Beräkning av båglängd
För att bestämma båglängden en hos en (icke-linjär) kurva delar man upp kurvan i olika segment med hjälp av räta linjer. Då det är lättare att beräkna längden hos en rät linje (Pythagoras sats) än en icke-rät linje. Den allra enklaste uppdelningen som går att göra är att sätta in en rät linje mellan kurvans ändpunkter {\displaystyle \left[a,f(a)\right]} och {\displaystyle \left[b,f(b)\right]} och sedan med hjälp av Pythagoras beräkna linjens längd. Då fås en ganska grov uppskattning av kurvans längd, problemet här är att vi inte kollat på hur kurvan ser ut mellan dessa punkter. Kurvan skulle till exempel kunna sticka iväg en bra bit uppåt i positiv y-riktning för att sedan vid ändpunkten {\displaystyle \left[b,f(b)\right]} vara nere på negativt y-värde.
För att kunna få med detta i beräkningen av längden delas istället kurvan upp i väldigt många korta räta linjer. Där varje rät linje har sin startpunkt och sin ändpunkt på kurvan så att de går utmed ursprungliga kurvan. Om då avståndet mellan startpunkten och ändpunkten på de små räta linjerna görs väldigt litet, fås något som liknar den ursprungliga kurvan fast med räta linjer. För att sedan få fram längden av denna nya kurva med räta linjer beräknas bara längden av alla små kurvsegment och summerar dessa.

Bild 1, Uppskattning med räta linjer.

Om nu kurvan där längden ska beräknas är linjär innebär det att den redan är en rät linje. Om det skulle göras likadant på denna som på en icke-linjär kurva skulle det inte hjälpa speciellt mycket, då uppskattningen skulle bli likadan som kurvan själv –  vilket betyder att det är mycket lättare att räkna ut båglängden hos en linjär kurva. 

### Visualisering

#### Ett enkelt exempel

Bild 2, Uppskattning av båglängd för ett segment.

Betrakta kurvan {\displaystyle y=f(x)}, om vi vill uppskatta längden av den på ett givet intervall kommer vi att behöva dela upp kurvan i små segment {\displaystyle ds}. 
Där varje segment {\displaystyle ds} fås av
{\displaystyle ds\approx {\sqrt {(dx)^{2}+(dy)^{2}}}={\sqrt {(dx)^{2}(1+{\frac {(dy)^{2}}{(dx)^{2}}})}}={\sqrt {(dx)^{2}}}\cdot {\sqrt {1+{\frac {(dy)^{2}}{(dx)^{2}}}}}={\sqrt {1+{\Big (}{\frac {dy}{dx}}{\Big )}^{2}}}\ dx}.
Om vi då kollar i bild 2 är det ganska lätt att föreställa sig att om {\displaystyle dx} och {\displaystyle dy} är väldigt små kommer {\displaystyle ds} att ligga väldigt nära den ursprungliga kurvan. Detta skulle i sådant fall bara ett av dessa segment, för att få en bra uppskattning krävs det ett godtyckligt antal av dessa segment (beror lite på hur kurvan ser ut). 
Man borde alltså kunna uppskatta hela kurvans längd med
{\displaystyle s\approx \sum {\sqrt {1+{\Big (}{\frac {dy}{dx}}{\Big )}^{2}}}\ dx}

#### Mer generell visualisering
Om vi kollar på en kurva {\displaystyle \Gamma } som ges av funktionen 
{\displaystyle y=f(x),\quad a\leq x\leq b}
Där f är en kontinuerlig funktion på det givna intervallet {\displaystyle \left[a,b\right]}. Om vi studerar bild 2 och tänker oss att vi vill göra den indelningen på hela kurvan {\displaystyle y=f(x)}, vi vill alltså dela in intervallet {\displaystyle \left[a,b\right]} i mindre delintervall med så kallade delningspunkter 
{\displaystyle a=x_{0}\leq x_{1}\leq x_{2}\leq ...\leq x_{n}=b}
och motsvarande punker {\displaystyle \ s_{k}=(x_{k},y_{k})),\ k=0,1,2,...,n}, på kurvan.
Om vi då studerar två punkter {\displaystyle s_{k}} och {\displaystyle s_{k-1}} på kurvan {\displaystyle \ y=f(x)} för {\displaystyle x_{k-1}\leq x\leq x_{k}}. Då kan man observera att längden av kurvan mellan dessa två punkter måste vara minst lika stor som längden mellan {\displaystyle \ s_{k-1}} och {\displaystyle s_{k}} som fås genom pythagoras sats, d.v.s.
{\displaystyle s_{k}-s_{k-1}={\sqrt {(x_{k}-x_{k-1})^{2}+(f(x_{k})-(y_{k-1}))^{2}}}\Leftrightarrow \Delta s={\sqrt {(\Delta x)^{2}+(\Delta y)^{2}}}}.
Alltså måste hela kurvan {\displaystyle \Gamma } ha en längd {\displaystyle s} som är minst lika stor som summan av längden av alla dessa små delintervall,
{\displaystyle s\approx \sum _{k=1}^{n}\ \Delta s=\sum _{k=1}^{n}{\sqrt {(\Delta x)^{2}+(\Delta y)^{2}}}={\sqrt {(1+{\Big (}{\frac {\Delta y}{\Delta x}}{\Big )}^{2}}}\Delta x}.
Utöver detta bör även längden av {\displaystyle \Gamma } hur nära den riktiga längden som helst med sådana summor uppskattas, om indelningarna av {\displaystyle \left[a,b\right]} är tillräckligt små.

### Definition
Definitionen av längden av en båglängd är:
Om {\displaystyle f} är en kontinuerlig funktion på ett intervall {\displaystyle \left[a,b\right]}, definieras längden s av kurvan {\displaystyle \Gamma } med ekvation {\displaystyle y=f(x)}, {\displaystyle a\leq x\leq b}, genom att
{\displaystyle s=sup\ M},
Där {\displaystyle M} är mängden av alla summor {\displaystyle \sum _{k=1}^{n}\ \Delta s} som kan bildas med delsningspunkter {\displaystyle a=x_{0}<x_{1}<x_{2}<...<x_{n}=b}.
Här existerar {\displaystyle s} som ett reellt tal enligt supremumaxiomet, ifall mängden {\displaystyle M} är begränsad uppåt. I detta fall säger man också att kurvan {\displaystyle \Gamma } är rektifierbar. Om {\displaystyle M} inte skulle vara begränsa uppåt, tolkas definitionen så att kurvan har oändlig längd. Antag nu att {\displaystyle f} även har kontinuerlig derivata {\displaystyle f'} på intervallet {\displaystyle \left[a,b\right]}. Vi kan då visa att kurvan {\displaystyle \Gamma } har ändlig längd {\displaystyle s} och att den kan räknas ut med formeln
{\displaystyle s=\int _{a}^{b}{\sqrt {1+{f'(x)}^{2}}}\,dx}

#### Bevis
För varje val av delningspunkter {\displaystyle a=x_{0}<x_{1}<x_{2}<...<x_{n}=b} gäller enligt medelvärdessatsen för derivator, att
{\displaystyle f(x_{k})-f(x_{k-1})=y_{k}-y_{k-1}=\Delta y=f'(\zeta )(x_{k}-x_{k-1})}
med något tal {\displaystyle {\zeta }_{k}\in \left]x_{k-1},x_{k}\right[} för {\displaystyle k=1,2,...,n}.
Vi sätter in detta i {\displaystyle \sum _{k=1}^{n}\ \Delta s} och får
{\displaystyle \sum _{k=1}^{n}\ \Delta s=\sum _{k=1}^{n}{\sqrt {(x_{k}-x_{k-1})^{2}+f'(\zeta )^{2}(x_{k}-x_{k-1})^{2}}}=\sum _{k=1}^{n}{\sqrt {(\Delta x)^{2}+f'(\zeta )^{2}(\Delta x^{2}}}=\sum _{k=1}^{n}{\sqrt {1+f'(\zeta )^{2}}}\Delta x}.
Den sista summan här är en Riemannsumma för funktionen {\displaystyle {\sqrt {1+f'(\zeta )^{2}}}} på intervallet {\displaystyle \left[a,b\right]} och enligt en sats för Riemannsummor gäller att om finheten 
{\displaystyle \Delta x\rightarrow 0}
kommer motsvarande summas värde att gå mot integralen
{\displaystyle s=\int _{a}^{b}{\sqrt {1+{f'(x)}^{2}}}\,dx}.

### Kurvor på parameterform
Om vi istället betraktar kurvan
{\displaystyle x=g(t)} och {\displaystyle y=h(t)}, {\displaystyle \alpha \leq t\leq \beta },
där g och h är kontinuerliga funktioner på ett intervall {\displaystyle \left[\alpha ,\beta \right]}. Så kan man på liknande sätt som ovan bevisa att längden av denna kurva uppskattas med hjälp av integralen
{\displaystyle s=\int _{\alpha }^{\beta }{\sqrt {g'(t)^{2}+h'(t)^{2}}}\,dt}

### Exempel
Exemplen är tagna ur Analys i en variabel, Forsling, Neymark

#### Ej på parameterform
Beräkna längden av kurvan
{\displaystyle y=\ln \left|x^{2}-1\right|\ ,\ 0\leq x\leq {\frac {1}{2}}}.
Vi använder oss av formeln
{\displaystyle s=\int _{a}^{b}{\sqrt {1+{f'(x)}^{2}}}\,dx}
där {\displaystyle f'(x)={\frac {2x}{x^{2}-1}}}. Insatt i formeln får vi då
{\displaystyle s=\int _{0}^{\frac {1}{2}}{\sqrt {1+{\Big (}{\frac {2x}{1-x^{2}}}{\Big )}^{2}}}\ dx=\int _{0}^{\frac {1}{2}}{\sqrt {1+{\frac {4x^{2}}{(1-x^{2})^{2}}}}}\ dx=\int _{0}^{\frac {1}{2}}{\sqrt {\frac {(x^{2}+1)^{2}}{(1-x^{2})^{2}}}}\ dx=\int _{0}^{\frac {1}{2}}{\frac {x^{2}+1}{1-x^{2}}}\ dx}
via partialbråksuppdelning fås
{\displaystyle \int _{0}^{\frac {1}{2}}-1+{\frac {1}{1-x}}+{\frac {1}{1+x}}\ dx={\Big [}-x+ln({\frac {1+x}{1-x}}){\Big ]}_{0}^{\frac {1}{2}}=ln3-{\frac {1}{2}}}

#### Parameterform
Beräkna längden av kurvan
{\displaystyle \left\{{\begin{matrix}x={\frac {1}{2}}{\Big (}t+{\frac {1}{t}}{\Big )}\\y={ln}\ t\end{matrix}}\right.,1\leq t\leq 2}
Vi använder oss då av formeln 
{\displaystyle s=\int _{\alpha }^{\beta }{\sqrt {g'(t)^{2}+h'(t)^{2}}}\,dt}
där {\displaystyle g(t)={\frac {1}{2}}{\Big (}t+{\frac {1}{t}}{\Big )}} och {\displaystyle h(t)=ln\ t}. Alltså är {\displaystyle g'(t)={\frac {1}{2}}-{\frac {1}{2t^{2}}}} och {\displaystyle h'(t)={\frac {1}{t}}}, om vi då sätter in detta formeln fås följande
{\displaystyle s=\int _{1}^{2}{\sqrt {{\frac {1}{4}}{\Big (}1-{\frac {1}{t^{2}}}{\Big )}^{2}+{\frac {1}{t^{2}}}}}\ dt=\int _{1}^{2}{\sqrt {\frac {1+t^{4}+2t^{2}}{4t^{4}}}}\ dt=}
{\displaystyle \int _{1}^{2}{\sqrt {\frac {(1+t^{2})^{2}}{4t^{4}}}}\ dt=\int _{1}^{2}{\frac {1+t^{2}}{2t^{2}}}\ dt=\int _{1}^{2}{\frac {1}{2}}{\Big (}1+{\frac {1}{t^{2}}}{\Big )}\ dt=}
{\displaystyle {\begin{bmatrix}{\frac {1}{2}}{\Big (}t-{\frac {1}{t}}{\Big )}\end{bmatrix}}_{1}^{2}={\frac {3}{4}}}.

### Historiskt

#### Antiken
Under större delen av den matematiska historien ansåg man, även de främsta matematikerna att det var omöjlig att beräkna längden av en icke-rät linje. Trots att Arkimedes hade tagit fram ett sätt för att få fram arean under en kurva med exhaustionsmetoden, trodde väldigt få att det var möjligt för icke-räta kurvor att ha definierbara längder. Det var för när man använde sig av uppskattning som man började göra framsteg inom detta område. Det man gjorde var att man började rita in polygoner under kurvorna och beräknade längderna på dessa. Ju mindre man gjorde dessa polygoner och ju mer man ritade in desto bättre uppskattning av längden fick man. Till exempel lyckades Arkimedes uppskatta {\displaystyle \pi } till {\displaystyle 3+{\frac {31}{71}}<\pi <{\frac {31}{70}}} genom att rita in en polygon med många sidor i en cirkel.

#### 1600-talet
Innan den formella utvecklingen av matematiska analysen hade Pierre de Fermat och Hendrik van Heuraet under 1600-talet tagit fram basen för den moderna integralform som vi idag känner till. Det började med att Hendrik van Heuraet år 1659 publicerade ett bevis där han visade att problemet med att bestämma båglängden hos en kurva kunde överföras till att beräkna arean under kurvan. Som exempel hade han bestämt båglängden hos en parabel genom att först beräkna arean under kurvan.År 1660 publicerade Fermat en mer generell teori angående detta, även han hade kommit fram till samma resultat. 

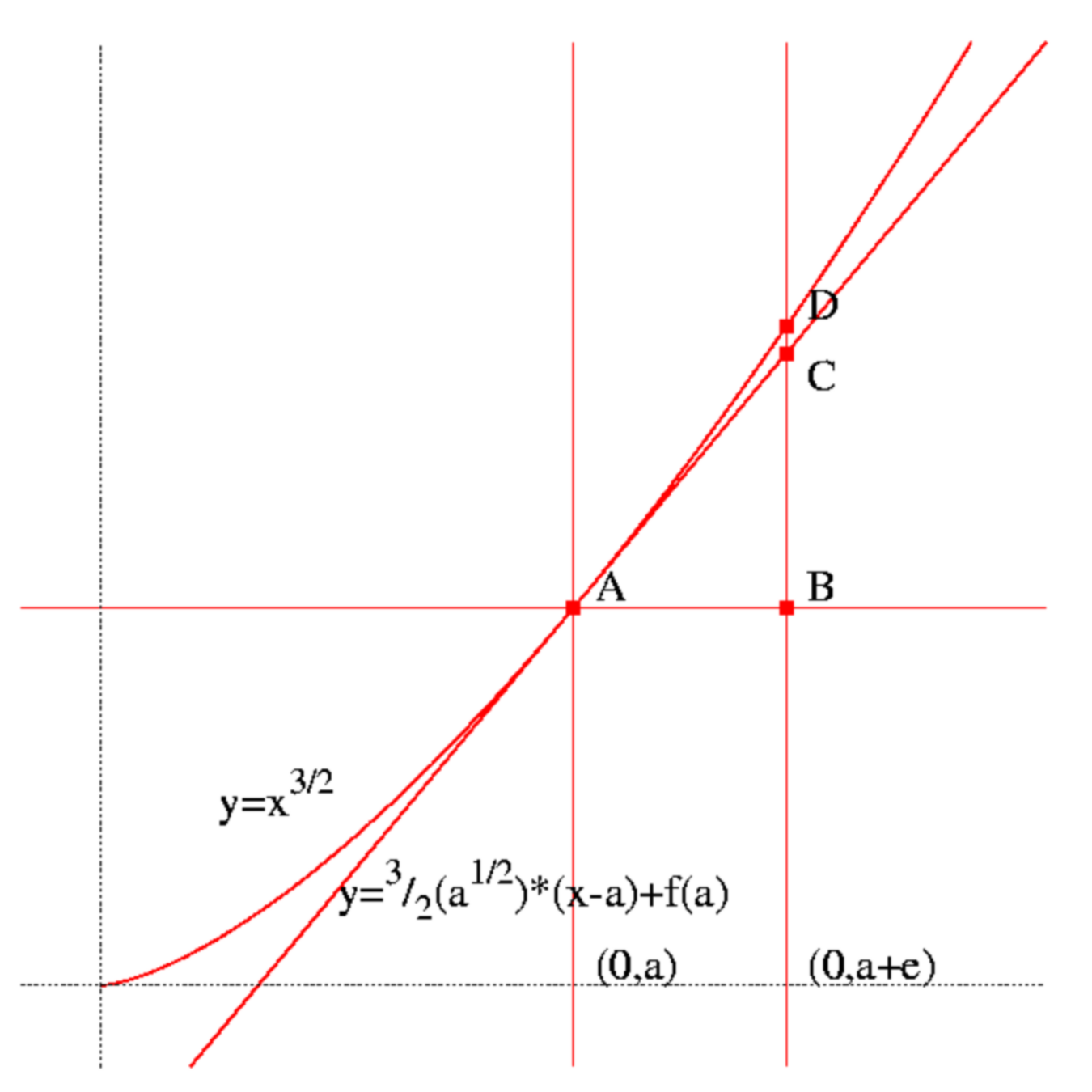
Bild 3, Fermats metod för att bestämma bådlängden.

Fermats metod för att bestämma båglängden byggde på hans tidigare verk angående tangenter, där han använde sig av kurvan 
{\displaystyle y=x^{\frac {3}{2}}}.
Vars tangent i punkten {\displaystyle x=a} har lutningen
{\displaystyle {\frac {3}{2}}a^{\frac {1}{2}}}.
Alltså har tangentlinjen i punkten {\displaystyle a} ekvationen
{\displaystyle y={\frac {3}{2}}a^{\frac {1}{2}}(x-a)+f(a)}.
Sedan ökade han {\displaystyle a} med ett litet tal {\displaystyle \epsilon }, vilket medför att segmentet AC (bild 3) blir en relativt bra uppskattning av kurvans längd från A till D. För att då finna längden av segmentet AC använde han sig av Pythagoras sats
{\displaystyle AC^{2}=AB^{2}+BC^{2}=\epsilon ^{2}+{\Big (}{\frac {3}{2}}a^{\frac {1}{2}}e{\Big )}^{2}=\epsilon ^{2}{\Big (}1+{\frac {9}{4}}a{\Big )}}.
När man då tar kvadratroten ur detta får man 
{\displaystyle AC=\epsilon {\sqrt {1+{\frac {9}{4}}a}}}.
För att då uppskatta kurvans båglängd adderade Fermat flera korta segment och på så sätt fick han en relativt bra uppskattning av längden. 